# Elaine Partnow
Elaine Partnow (Los Ángeles, California; 24 de octubre de 1941) es una actriz y paremióloga estadounidense.
Hija de Al y Jeanette (Bernstein) Partnow, su formación teatral comienza en la Universidad de California (1959-1962), de donde pasó a HB Studio, debutando como actriz en la década de 1960. Miembro de los sindicatos de actores SAG-AFTRA y Actors' Equity Association (AEA), en 2017 recibió un premio en la categoría "Mejor mujer inspiradora en una película" en el Festigious Film Festival. Ese mismo año, recibió el Premio Diamante a la Mejor Actriz en el Festival de Cine Indie de Nueva York. Casada con Turner Browne el 6 de agosto de 1974, viven en Culver City, California.

## Recopilaciones de citas y otras publicaciones
Ya en el campo editorial, publicó The Quotable Woman: 1800-1975 en 1978 con, Macmillan Publishers, el primero de una larga serie de manuales de paremiología.
- The Quotable Woman: 1800–1975, Macmillan Publishers, London 1978, ISBN 978-0894740060
- Macmillan Biographical Encyclopedia of Photographic Artists & Innovators, Eigenverlag, 1983
- The Female Dramatist, Facts on File, New York City 1998, ISBN 978-0816030156
- The Quotable Jewish Woman: Wisdom, Inspiration and Humor from the Mind and Heart, Jewish Lights, Woodstock 2007, ISBN 978-1580232364
- The Complete Idiot’s Guide to Great Quotes for All Occasions, Alpha, 2008, ISBN 978-1592577415
- The Complete Idiot’s Guide to Your True Age, Alpha, 2008, ISBN 978-1592578221
- The Quotable Woman: The First 5,000 Years, Facts on File, New York City 2010, ISBN 978-0816077250
- The Little Book of the Spirit, Fall River Press, 2010, ISBN 978-1435122499
- Speaking with Power, Poise & Ease, Eigenverlag, 2012